# Grígorovo
Grígorovo (en rus: Григорово) és un poble de l'óblast de Vladímir, a Rússia, segons el cens del 2010 tenia 60 habitants. Pertany al districte municipal de Mélenki.